# Tupolew Tu-104
Die Tupolew Tu-104 (russisch Туполев Ту-104, NATO-Codename Camel) hob erstmals 1955 als zweites Strahlverkehrsflugzeug der Welt ab, drei Jahre nach der Aufnahme von Linienflügen durch die De Havilland DH.106 Comet. Sie wurde vom Tupolew OKB entwickelt und aus dem Bomber Tu-16 abgeleitet. Sie war etwas größer und schneller als die Comet, hatte aber eine geringere Reichweite. Ein Jahr nach dem Erstflug wurde die Maschine ab 1956 im Liniendienst eingesetzt. Bis zum Produktionsende 1960 wurden etwas mehr als 200 Flugzeuge dieses Typs produziert.

## Entwicklung und konstruktiver Aufbau

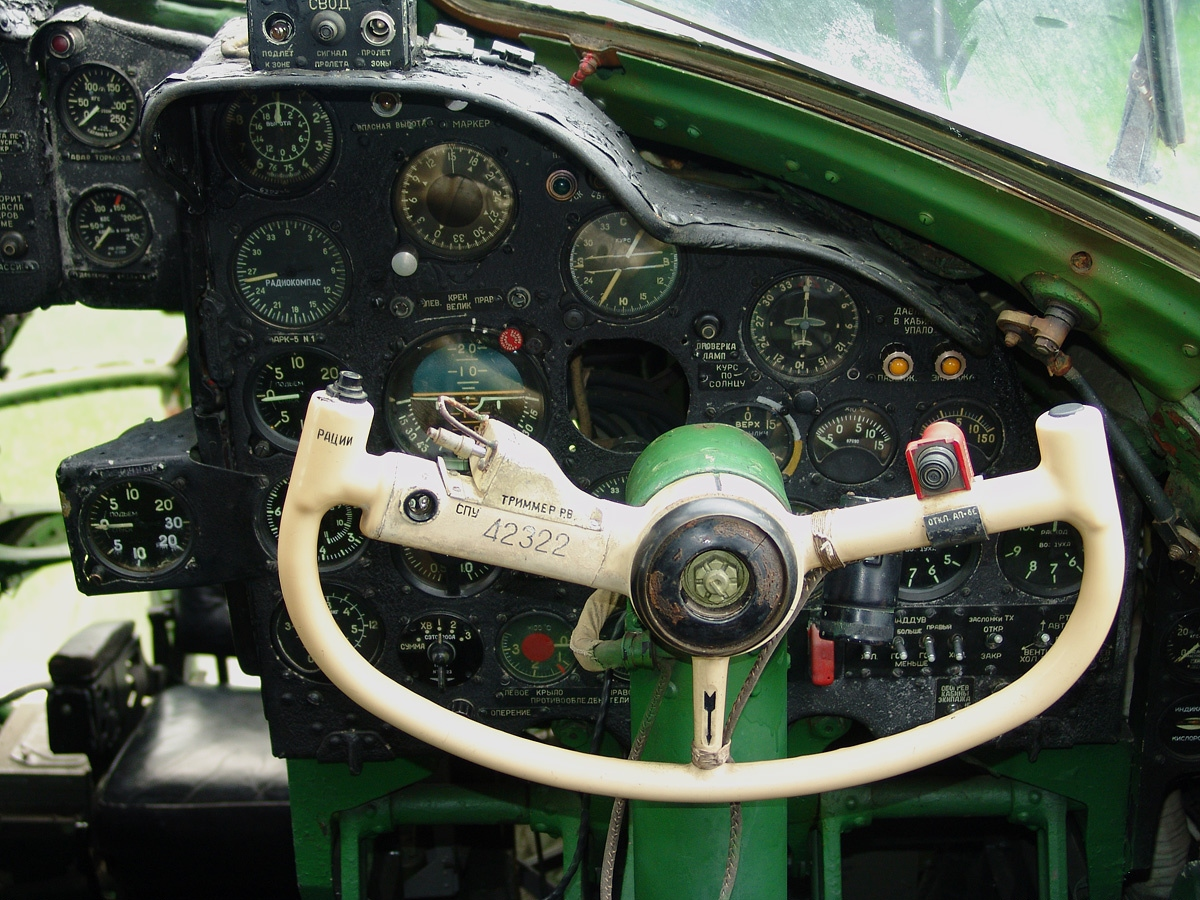
Cockpitdetail

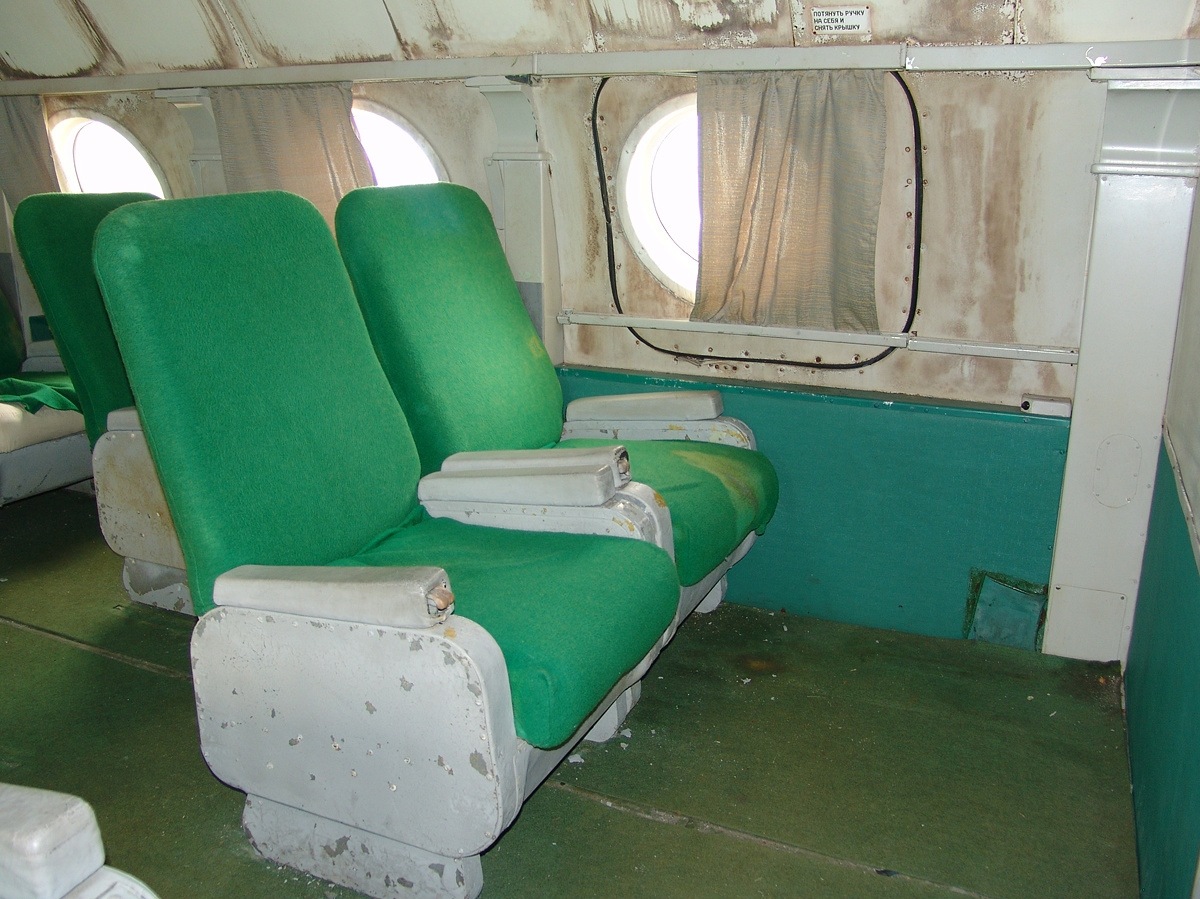
Passagierkabine

Für die Verwendung im Passagierverkehr wurde der auf militärische Anforderungen konzipierte Rumpf neu entwickelt. So wurde der Rumpfdurchmesser von 2,90 m auf 3,40 m vergrößert, jedoch ohne die Einschnürungen im Bereich der Triebwerksanordnung wie bei der Tu-16. Dies ergab eine druckbelüftete Kabine von 16,11 m Länge, 3,2 m Breite und 1,95 m Höhe. Die Kabine wurde durch ein erhöhtes Mittelstück im Bereich des Tragflügelmittelstücks in einen vorderen und einen hinteren Kabinenbereich unterteilt. Dort wurde bei den ersten Serienflugzeugen die Bordküche installiert. Das Cockpit war für eine fünfköpfige Besatzung, bestehend aus Pilot, Copilot, Navigator (in der verglasten Bugkanzel), Funker und Flugingenieur, ausgelegt.
Wegen der Rumpfänderungen musste auch die Anordnung der Triebwerke geändert werden. Die Triebwerksgondeln zur Aufnahme der für damalige Verhältnisse riesigen Mikulin-AM-3M-Triebwerke wurden nun in die Tragflächen integriert. Die Triebwerke waren im hinteren Bereich der Gondeln untergebracht. Der Tragflügel erhielt ein breiteres Mittelstück, war aber ansonsten von der Tu-16 übernommen worden. Die Höhenflosse war nun auf dem Rumpfheck angebracht, das Bugfahrwerk weiter vorn platziert. Einige Versionen hatten – ungewöhnlich für ein Passagierflugzeug – einen Bremsschirm.
Der Prototyp, Luftfahrzeugkennzeichen CCCP-Л5400, hob am 17. Juni 1955 zu seinem Jungfernflug ab. Pilot war J. I. Alaschejew. Bereits am 3. Juli 1955 wurde er auf der Luftparade in Tuschino der Öffentlichkeit vorgestellt. Die Produktion erfolgte in den Flugzeugwerken Nr. 135 in Charkow (22 % der Produktion), Nr. 166 in Omsk (30 %) und später auch Nr. 22 in Kasan (48 %).
Dank der Weiterentwicklung der Triebwerke konnte man im OKB Tupolew im Winter 1956/57 die Tu-104-A entwickeln. Sie hatte eine erhöhte Startmasse und 70 Sitzplätze für Passagiere. Der A-Version folgte die Tu-104B mit einem um 1,21 m verlängerten Rumpf. Die zusätzliche Nutzlaststeigerung ermöglichte es, die Passagierkapazität auf 100 Personen zu steigern (30 vordere Kabine, 15 Mittelbereich, 65 hintere Kabine). Ende der 1970er-Jahre wurden fast alle Tu-104 auf 104 oder 115 Sitzplätze umgerüstet.
Für die sowjetischen Luftstreitkräfte wurde aus der Tu-104 das Transportflugzeug Tu-107 abgeleitet; dieses wurde aber nicht in den Bestand der Luftstreitkräfte übernommen. Eine andere Weiterentwicklung war die vierstrahlige Tu-110, die ebenfalls nicht in Serie ging.

## Einsatz

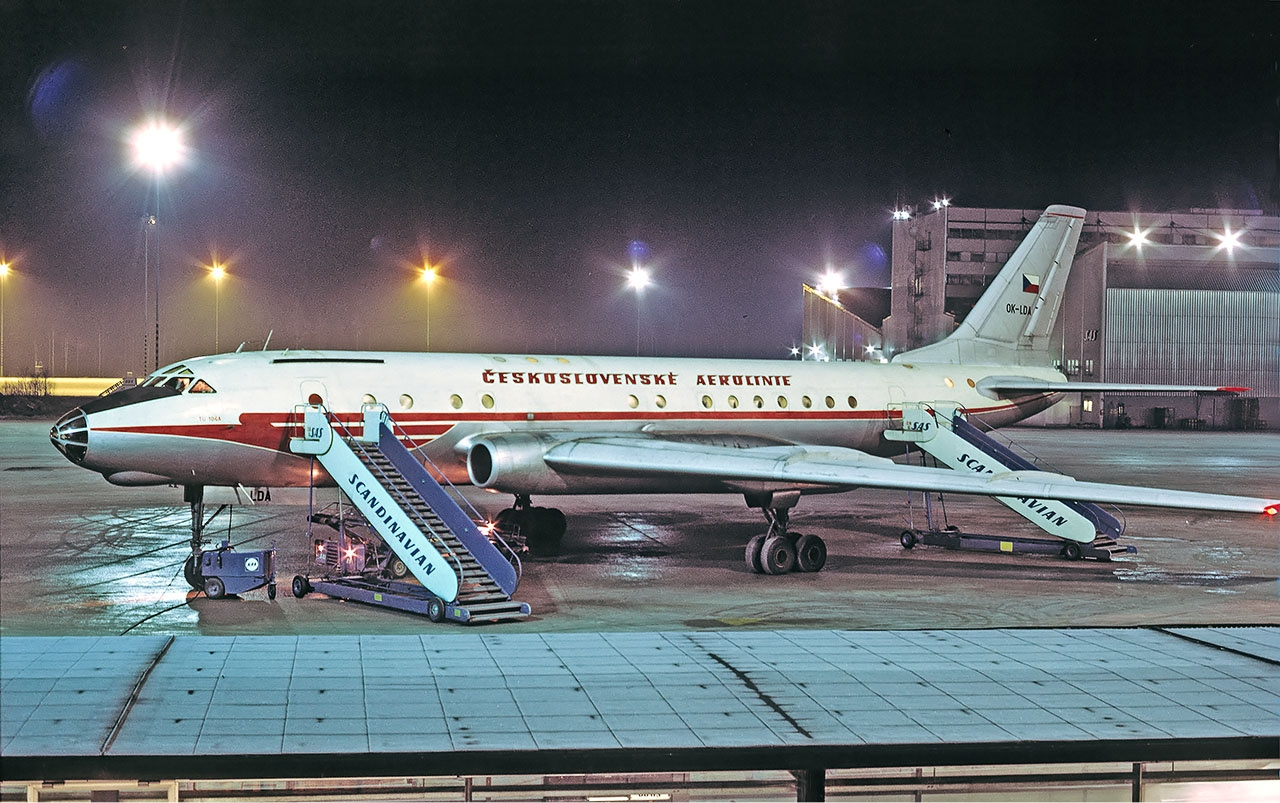
Tupolew Tu-104A der ČSA (1970)

Die Flugerprobung der Tu-104 lief relativ problemlos. Schon im Sommer 1955 begann die Aeroflot mit dem Besatzungstraining auf zwei entmilitarisierten Tu-16 (auch als Tu-104G bezeichnet). Erstmals im Westen landete die Tu-104 am 22. März 1956 in London-Heathrow in Vorbereitung eines sowjetischen Staatsbesuches. Der Besuch erregte unter westlichen Experten großes Interesse, zumal bis dahin die De Havilland DH.106 Comet das einzige Passagierflugzeug mit Strahlantrieb im Einsatz war.
Am 15. September 1956 begann die Aeroflot den Liniendienst auf der Strecke Moskau–Irkutsk mit Tu-104. Ab dem 12. Oktober 1956 wurde auch die Strecke Moskau–Prag mit diesem Typ beflogen. Am 15. März 1959 nahm Aeroflot mit der Tu-104 die stark frequentierte Route Moskau–Leningrad auf. Bis Anfang der 1960er Jahre wurde die Tu-104 zum wichtigsten Mittelstreckenflugzeug der Aeroflot. Einziger Exportkunde wurde zunächst die tschechoslowakische ČSA, die 1957 sechs Exemplare der Tu-104A erwarb, davon wurde eine Maschine zeitweise im Codesharing mit Alitalia verwendet. Später kam Iraqi Airways hinzu, die von der ČSA zwei gebrauchte Maschinen übernahm, sowie die Irakische Luftwaffe mit zwei fabrikneuen Maschinen im Jahr 1965.
Die Tu-104 wurde von der Aeroflot auch für Ausbildungszwecke eingesetzt. Ab 1981 wurde die Tu-104 von Aeroflot aus dem Betrieb genommen. Einige Maschinen wurden im Rahmen des Kosmonautentrainings als fliegende Trainer für Schwerelosigkeit genutzt. Mindestens eine Maschine mit der Bezeichnung Tu-104 „Ziklon“ wurde für meteorologische Forschung verwendet. Die Tu-104 wurde bei den sowjetischen Streitkräften in den Versionen Truppentransporter/Ambulanzflugzeug, Navigatorentrainer und VIP-Transporter eingesetzt.
Wie alle der ersten strahlgetriebenen Passagierflugzeuge hatte die Tu-104 mit 37 Totalverlusten von ca. 200 (18,5 %) gebauten Maschinen eine für heutige Verhältnisse hohe Verlustrate. Sie lag damit deutlich schlechter als die DC-8 (14,5 %), in etwa auf dem Niveau der Boeing 707 (17,0 %) und besser als die De Havilland DH.106 Comet (21,9 %) sowie die Sud Aviation Caravelle (23,0 %). Zu Anfang der Nutzung gerieten mehrere Tu-104 aus unbekannten Gründen ins Flachtrudeln. Ein Zusammenhang mit der Konstruktion wurde zunächst nicht gesehen. Beim zweiten Absturz auf einem Linienflug am 17. Oktober 1958, bei dem alle 80 Insassen starben, funkten die Piloten einige Details zum Hergang des Absturzes. Daraufhin konnten die Ursachen ermittelt werden: Bei hohen Mach-Zahlen (>0,82), Höhen über 10.000 m und hinteren Schwerpunktlagen von über 30 % konnten Böen von unten zu einem Hochreißen des Flugzeugs, Geschwindigkeitsverlust und anschließendem Trudeln führen. Dieses Phänomen war bis dahin nicht bekannt. Steuerelemente waren damals für solche Fälle nicht stark genug ausgelegt. Ende 1958 wurden konstruktive Änderungen getroffen und bestimmte Betriebsparameter beschränkt.
Die Tu-104 war, wie fast alle Flugzeuge am Anfang des Strahlzeitalters, sehr laut.

## Varianten

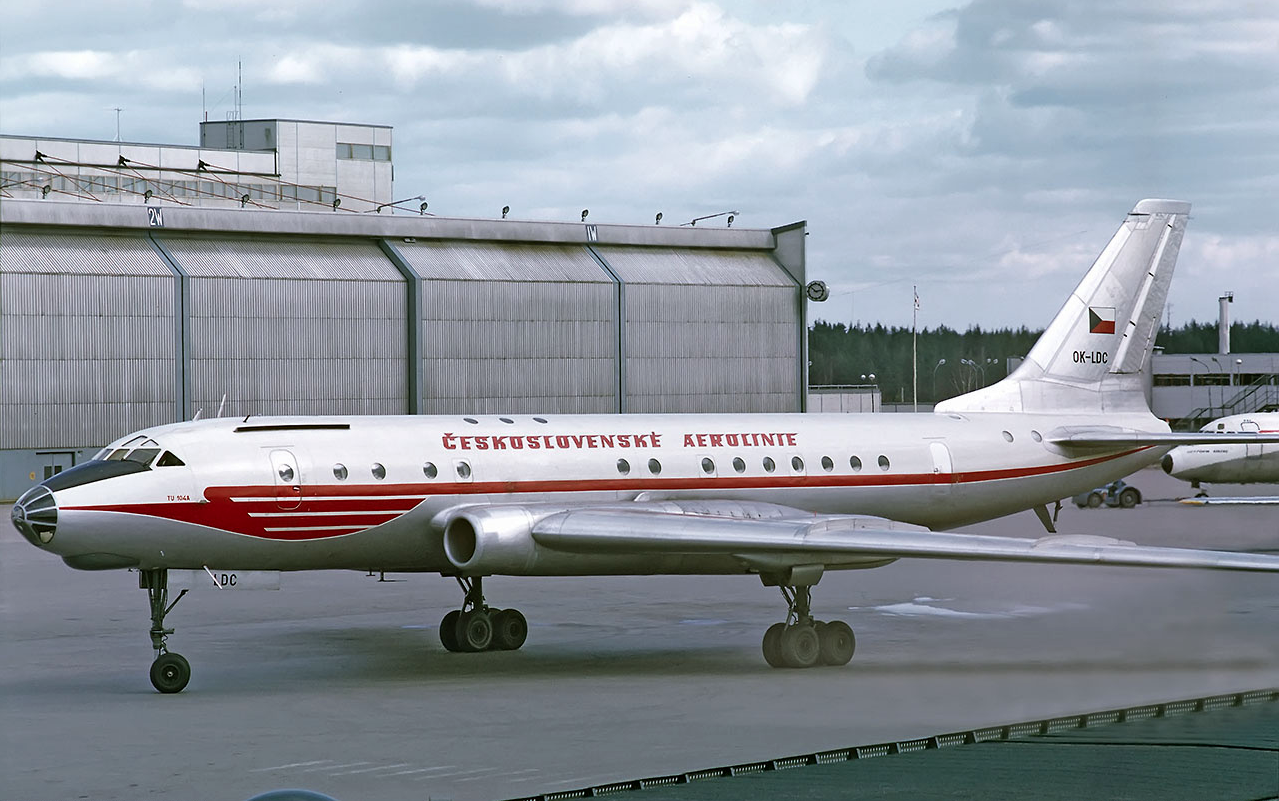
Tupolew Tu-104A der ČSA am Flughafen Stockholm/Arlanda, 1971

- Tu-104: Basismodell, 50 Sitzplätze, 29 Stück wurden gebaut
- Tu-104A: Version mit schubstärkeren Triebwerken AM-3M und veränderter Kabinenanordnung, 70 Sitzplätze, 77 Stück wurden gebaut
- Tu-104A-TS: militärische Ausführung, die für Truppentransporte und Verwundetenrettungstransporte genutzt wurde
- Tu-104AK: Zero-G-Trainer für die Kosmonautenausbildung
- Tu-104B: Version mit 1,21 m verlängertem Rumpf, vergrößerter Flügelfläche und geänderten Landeklappen, 100 Sitzplätze, später auf 115 Sitzplätze umgerüstet, Erstflug im Juli 1958
- Tu-104D: umgerüstete Tu-104A mit 85 Sitzplätzen, wurde später wieder auf A-Standard zurückgebaut
- Tu-104E: verbesserte Version von 1963 mit M16-15-Triebwerken. Es entstanden zwei Exemplare, von denen eines veränderte Lufteinläufe, einen verkürzten Bug, Doppelspalt-Landeklappen und Vorflügel aufwies. Die Version kam für die Serienfertigung zu spät
- Tu-104G: zwei zu zivilen Besatzungstrainern umgerüstete Tu-16 (keine eigentlichen Tu-104)
- Tu-104W: ab 1962 umgerüstete Tu-104A auf 116 Sitzplätze, später wieder auf A-Standard zurückgebaut
- Tu-104Sch: Navigatorentrainer der sowjetischen Streitkräfte. In der Passagierkabine waren Arbeitsplätze für Navigatoren der Tu-16 (Tu-104Sch-1) und Tu-22M2 (Tu-104Sch-2) installiert.
- Tu-104LL: Tu-104 als „Fliegendes Labor“; Tu-104LL ist ein Oberbegriff für einige Tu-104, die zum Teil nur zeitweise für verschiedene Tests verwendet wurden. Erprobung neuer Navigationsgeräte, Radarsysteme für Abfangjäger, Lenkwaffensteuerung usw.
- Tu-107: zum militärischen Truppentransporter umgerüstete Testversion mit Zwillingskanone im Heck, kein Serienbau[7]

## Zwischenfälle
Vom Erstflug 1955 bis zum Betriebsende 1986 kam es mit Tu-104 zu 37 Totalschäden von Flugzeugen. Bei 23 davon kamen 1139 Menschen ums Leben. Diese Liste ist unvollständig und wurde erst begonnen (November 2018).

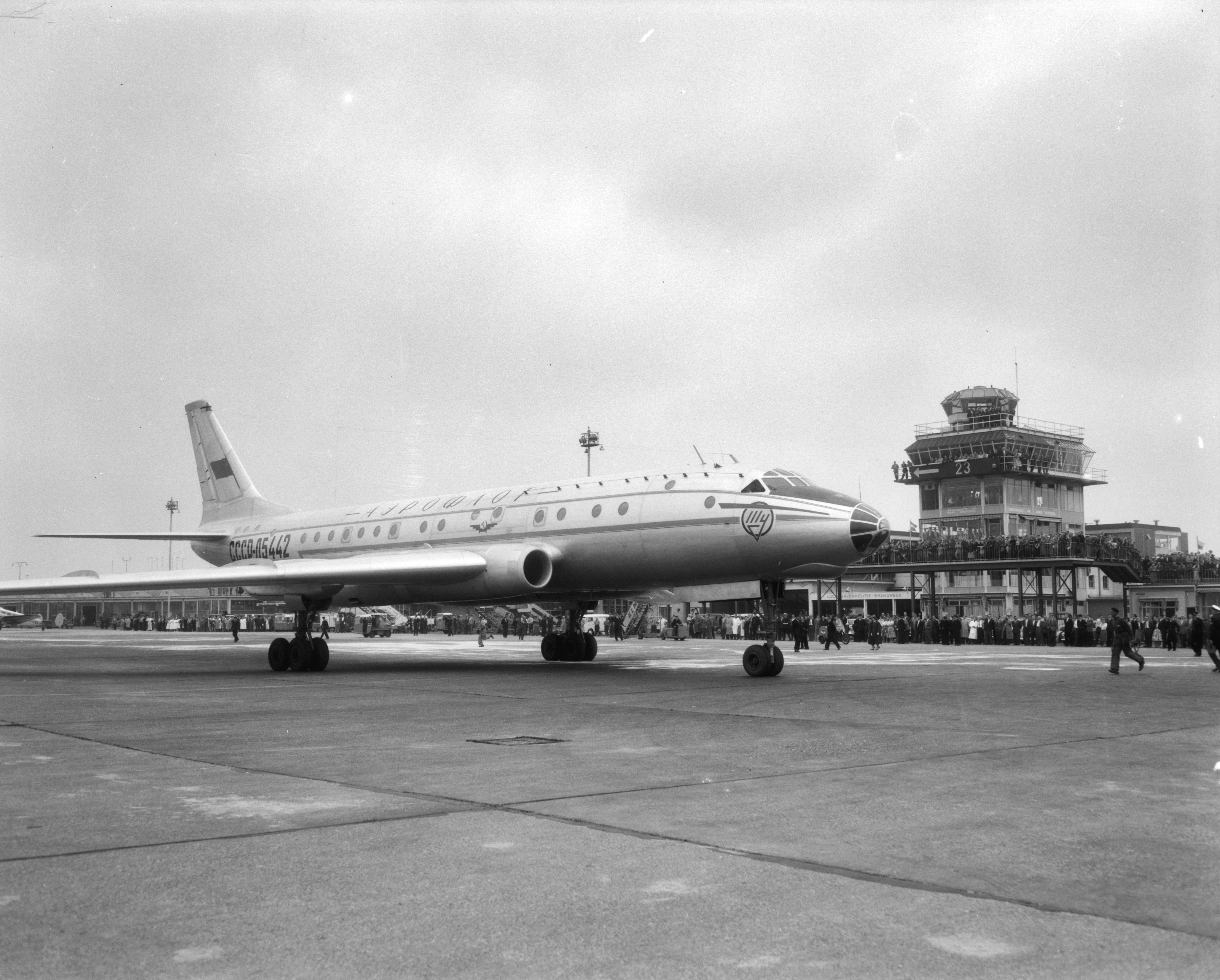
Die am 15. August 1958 verunglückte Maschine

- Am 15. August 1958 verunglückte eine Tupolew Tu-104 der Aeroflot (Luftfahrzeugkennzeichen CCCP-L5442) auf dem Flug von Chabarowsk nach Irkutsk, wobei alle 64 Insassen starben, zehn Besatzungsmitglieder und 54 Passagiere. Die Piloten waren in eine Zone mit Schlechtwetterbedingungen eingeflogen. Die Maschine geriet in starke Aufwinde, wodurch es zum Triebwerksausfall und Strömungsabriss kam.[9]

- Am 17. Oktober 1958 stürzte eine Tupolew Tu-104A der sowjetischen Aeroflot (CCCP-42362) auf dem Flug zwischen Peking und Moskau-Wnukowo nach der Zwischenlandung auf dem Flughafen Omsk bei Kanasch, Sowjetunion ab. Alle 71 Fluggäste sowie die neunköpfige Besatzung kamen ums Leben. Die Maschine stieg aus einer Höhe von etwa 10.000 m beim Durchfliegen eines starken Aufwindes unerwartet auf ca. 12.000 m und geriet in einen unkontrollierbaren Flugzustand. Durch den daraufhin zu hohen Anstellwinkel fielen beide Triebwerke aus, die Maschine sackte ab, ging in einen steilen Sturzflug über und prallte nahe km 636 der Eisenbahnstrecke Moskau–Kasan mit hoher Geschwindigkeit auf den Boden.[10]

- Am 16. März 1961 musste eine Tupolew Tu-104B der Aeroflot (CCCP-42438) nahe dem Flughafen Swerdlowsk-Kolzowo notlanden. In einer Höhe von etwa 150 Metern fiel kurz nach dem Start das rechte Triebwerk aus. Die Piloten stellten jedoch versehentlich das linke Triebwerk ab. Ohne Triebwerksleistung kam es zur Notlandung auf einem kleinen gefrorenen See, über den die Maschine 870 Meter weit rutschte und dann mit Bäumen und einem Haus kollidierte. Fünf der 51 Insassen und zwei Personen am Boden kamen dabei ums Leben (siehe auch Aeroflot-Flug 068).[11]

- Am 30. Juni 1962 stürzte eine Tupolew Tu-104 auf dem Flug von Chabarowsk-Nowy nach Moskau-Wnukowo etwa 28 km östlich von Krasnojarsk ab. Alle 76 Passagiere und 8 Besatzungsmitglieder an Bord starben. Offiziell erklärte Unfallursache war ein vermuteter Brand in der Kabine aufgrund dessen die Piloten einen Notsinkflug begannen. In den Wolken verloren sie hiernach die Orientierung und es kam zu einem Strömungsabriss mit anschließendem Trudeln, das schließlich zum Absturz führte. Daneben besteht die Vermutung, dass die Maschine durch die Sowjetischen Luftverteidigungsstreitkräfte während einer zu diesem Zeitpunkt bei Krasnojarsk stattfindenden Übung versehentlich mit einer Flugabwehrrakete abgeschossen wurde. Als mögliche Ursachen hierfür kämen eine Kursabweichung der Tu-104 mit zu großer Annäherung an ein militärisches Sperrgebiet oder ein Fehler der übenden Raketeneinheit in Betracht. Dieser Absturz war der bis zu diesem Zeitpunkt schwerste Flugunfall in der UdSSR.[12]

- Am 1. Juni 1970 wurde am Flughafen Tripolis nach zwei fehlgeschlagenen Anflugversuchen auf die Landebahn 18 eine Tu-104A der tschechoslowakischen ČSA Československé aerolinie (OK-NDD) in den Boden geflogen, als die Piloten einen dritten Versuch aus der Gegenrichtung unternahmen. Bei diesem CFIT (Controlled flight into terrain) wurden alle 13 Personen an Bord getötet, zehn Besatzungsmitglieder und drei Passagiere.[13]

- Am 10. Oktober 1971 stürzte eine Tupolew Tu-104 der Aeroflot (CCCP-42490) auf dem Flug von Moskau-Wnukowo nach Simferopol kurz nach dem Start wegen einer Bombenexplosion ab, wobei alle 25 Insassen starben.[14]

- Am 18. Mai 1973 zündete ein Flugzeugentführer in einer Tupolew Tu-104B der Aeroflot (CCCP-42411) eine Bombe, woraufhin das Flugzeug östlich des Baikalsees abstürzte. Alle 81 Insassen kamen ums Leben.[15]

- Am 30. September 1973 stürzte eine Tupolew Tu-104B der Aeroflot (CCCP-42506) vier Minuten nach dem Start vom Flughafen Swerdlowsk (heute Jekaterinburg) zum Flughafen Omsk zehn Kilometer südwestlich des Startflughafens in einen Wald. Offensichtlich führte ein Ausfall der Wechselstromversorgung zum Versagen beider künstlicher Horizontinstrumente und daraus resultierend zum Kontrollverlust und folgenden Absturz. Alle 108 Insassen, die acht Besatzungsmitglieder und 100 Passagiere kamen ums Leben (siehe auch Aeroflot-Flug 3932).[16]

- Am 13. Oktober 1973 kam es an Bord einer Tupolew Tu-104B der Aeroflot (CCCP-42486) im Flug zu einem Ausfall der Künstlichen Horizonte und der Kurskreisel aufgrund eines Stromausfalls. Weil es schon dunkel und wolkig war, verloren die Piloten die räumliche Orientierung; die Maschine stürzte 17 Kilometer nordwestlich des Zielflughafens Moskau-Domodedowo ab. Bei dem Absturz starben alle 122 Personen an Bord der Maschine, acht Besatzungsmitglieder und 114 Passagiere.[17]

- Am 28. November 1976 verunglückte eine Tu-104B (CCCP-42471) kurz nach dem Start vom Flughafen Moskau-Scheremetjewo resultierend aus Kontrollverlust bei Schlechtwetter. Alle 67 Passagiere und sechs Crewpersonen kamen dabei ums Leben.[18]

- Am 17. März 1979 verunglückte eine Tupolew Tu-104 auf dem Flug von Moskau-Wnukowo nach Odessa kurz nach dem Start infolge eines falschen Feueralarms. Von den 119 Personen an Bord kamen 57 Passagiere und ein Flugbegleiter ums Leben (siehe auch Aeroflot-Flug 1691).

- Am 7. Februar 1981 stürzte eine vom Flughafen Puschkin zu einem Flug zum Flughafen Chabarowsk gestartete Tupolew Tu-104A der Marine der Sowjetunion (CCCP-42332) kurz nach dem Start zu Boden, wobei alle 50 Insassen, darunter zahlreiche Admirale und Generäle der Pazifikflotte, einschließlich deren Kommandant Emil Spiridonow, ums Leben kamen. Es handelte sich um den weltweit letzten Zwischenfall einer Maschine dieses Typs mit Totalverlust und Todesopfern (siehe auch Flugunfall einer Tupolew Tu-104 bei Leningrad 1981).[19]

## Technische Daten

Dreiseitenriss

| Kenngröße                 | Tu-104A                                                          | Tu-104B                                                          |
| ------------------------- | ---------------------------------------------------------------- | ---------------------------------------------------------------- |
| Besatzung                 | 5                                                                | 5                                                                |
| Passagiere                | 70                                                               | 100                                                              |
| Länge                     | 38,85 m                                                          | 40,05 m                                                          |
| Spannweite                | 34,54 m                                                          | 34,54 m                                                          |
| Höhe                      | 11,90 m                                                          | 11,90 m                                                          |
| Flügelfläche              | 174,40 m²                                                        | 183,50 m²                                                        |
| Flügelstreckung           | 6,80                                                             | 6,50                                                             |
| Flügelpfeilung            | 37° 30′                                                          | 37° 30′                                                          |
| Rumpfbreite               | 3,50 m                                                           | 3,50 m                                                           |
| Kabine                    | Länge: 16,11 m Breite: 3,20 m Höhe: 1,95 m Volumen: 143,20 m³    | Länge: 20,12 m Breite: 3,20 m Höhe: 1,97 m Volumen: 149,20 m³    |
| Frachtraumvolumen         | 13,00 m³                                                         | 28,00 m³                                                         |
| Fahrwerkspurbreite        | 11,83 m                                                          | 11,83 m                                                          |
| Radstand                  | 14,10 m                                                          | 15,32 m                                                          |
| Leermasse                 | 41.600 kg                                                        | 42.500 kg                                                        |
| Zuladung                  | 34.400 kg                                                        | 33.500 kg                                                        |
| Nutzlast                  | 9.000 kg                                                         | 12.000 kg                                                        |
| max. Startmasse           | 76.000 kg                                                        | 76.000 kg                                                        |
| Flächenbelastung          | 435,5 kg/m²                                                      | 457,7 kg/m²                                                      |
| Leistungsbelastung        | 3,9 kg/kp                                                        | 3,9 kg/kp                                                        |
| Triebwerke                | zwei Strahltriebwerke Mikulin AM-3M                              | zwei Strahltriebwerke Mikulin AM-3M                              |
| Leistung                  | je 6750 kp                                                       | je 6750 kp                                                       |
| Tankvolumen               | 33.000 l                                                         | 33.000 l                                                         |
| Kraftstoffverbrauch       | 6000 l/h                                                         | 6000 l/h                                                         |
| Höchstgeschwindigkeit     | 900 km/h                                                         | 900 km/h                                                         |
| Reisegeschwindigkeit      | maximal 800 km/h wirtschaftlich 750 km/h                         | maximal 800 km/h wirtschaftlich 750 km/h                         |
| Landegeschwindigkeit      | 200 km/h                                                         | 200 km/h                                                         |
| Reichweite                | 3100 km mit maximalem Tankvolumen 2650 km mit maximaler Nutzlast | 3100 km mit maximalem Tankvolumen 2100 km mit maximaler Nutzlast |
| Dienstgipfelhöhe          | 11.500 m                                                         | 11.500 m                                                         |
| Reiseflughöhe             | 10.000 m                                                         | 10.000 m                                                         |
| Start- / Landerollstrecke | 2000 m / 1100 m mit Bremsschirm                                  | 2000 m / 1800 m                                                  |

## Rekorde

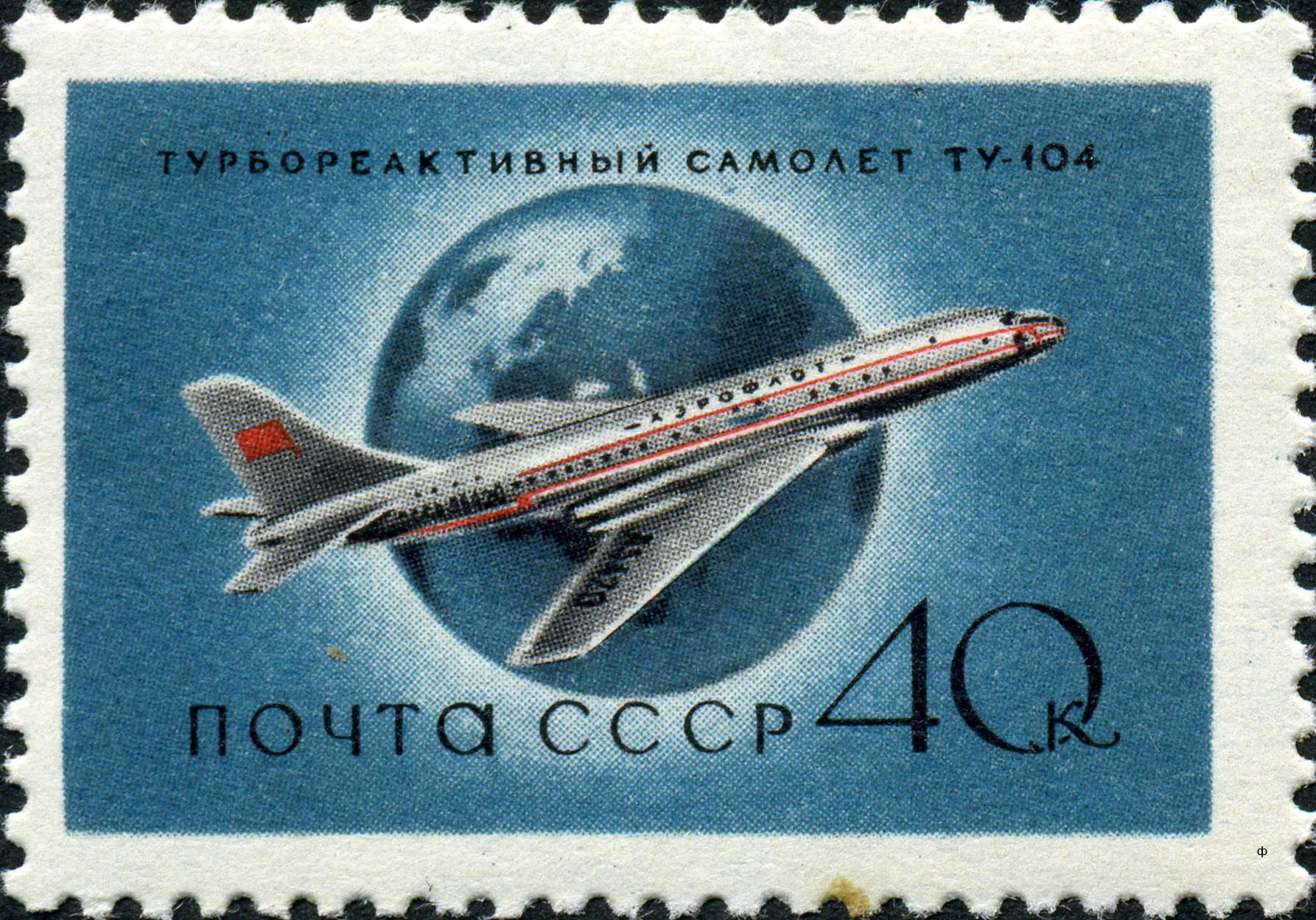
Tu-104 auf sowjetischer Briefmarke (1958)

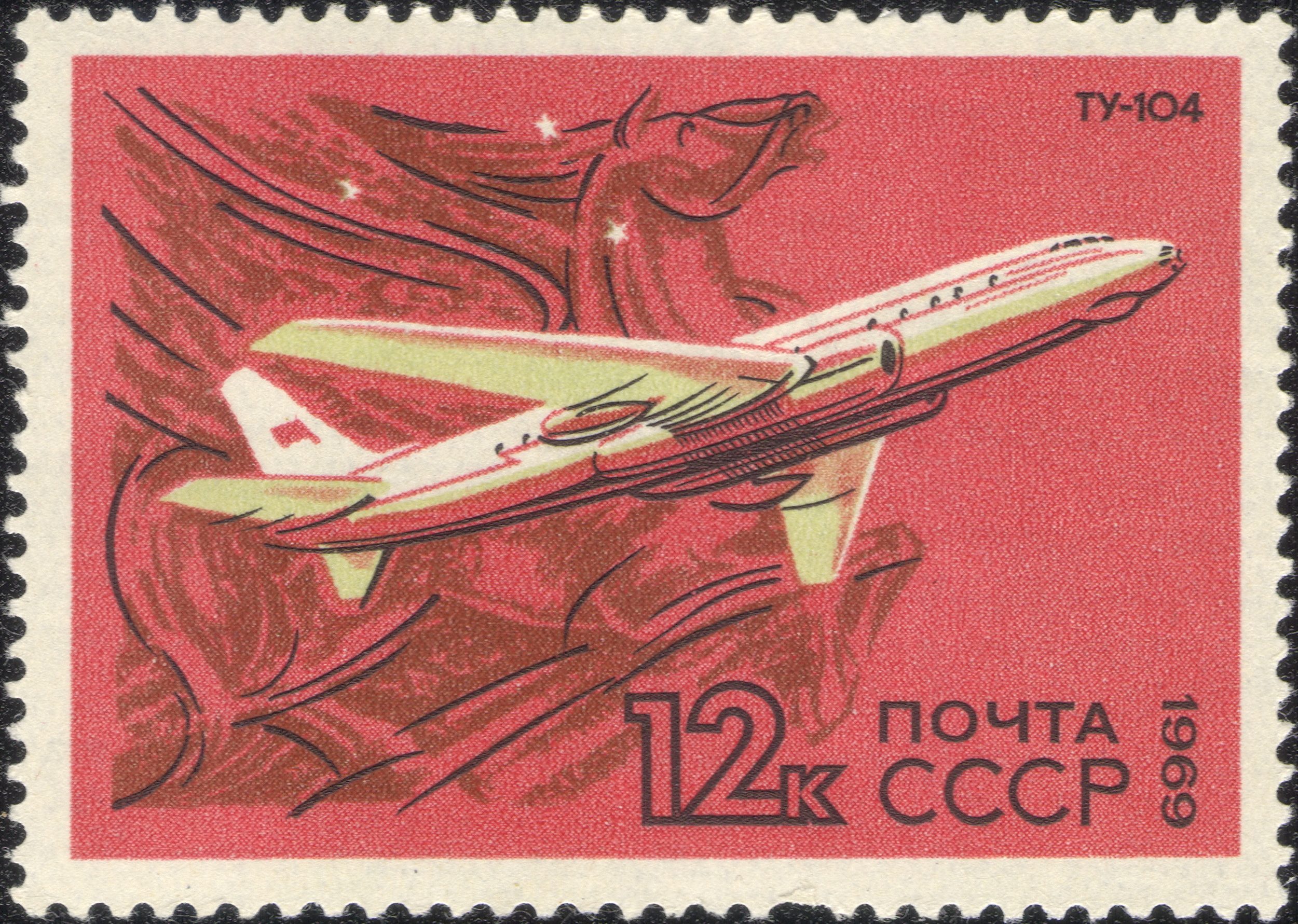
Tu-104 auf sowjetischer Briefmarke (1969)

Im September 1957 stellte die Tu-104A an drei Tagen einen Höhenrekord von 20.000 kg Nutzlast in 11.221 m auf. Weiterhin stellte dieses Flugzeug einen Geschwindigkeitsrekord von 847,498 km/h mit 20.000 kg Nutzlast in der Platzrunde auf. Auch mit einer Tu-104A wurde ein Geschwindigkeitsrekord von 970,821 km/h auf einem 1.000-km-Rundkurs mit 10.000 kg Nutzlast erreicht.
Die Tu-104B erreichte gegenüber ihrer Vorgängerin noch größere Leistungen. So wurde mit diesem Typ auf einem 2.000-km-Rundkurs mit 15.000 kg Nutzlast ein Geschwindigkeitsrekord von 1.015,86 km/h aufgestellt. Weiterhin schaffte die Tu-104B einen Höhenrekord von 12.799 m mit 25.000 kg Nutzlast.
Im Werk Nr. 22 wurde eine Tu-104B mit der Werknummer 920905 aus der laufenden Produktion zur Version Tu-104E für Rekordflüge umgebaut und als СССР–42443 für das Forschungsinstitut der Aeroflot (GosNII) zugelassen. Mit diesem Flugzeug wurde von der Besatzung W. Kowaljow am 2. Juni 1960 ein Weltrekord auf der 2000-km-Strecke Moskau–Melitopol–Moskau mit 15.000 kg Nutzlast mit einer Geschwindigkeit von 959,940 km/h aufgestellt.

## Trivia
Eine in Berdsk nahe Nowosibirsk seit fast drei Jahrzehnten abgestellte Tu-104A wird seit 2009 von einer jungen Frau mit wenigen Helfern restauriert.
In Petrovice (Peterswald, Tschechien), etwa 800 m hinter der deutschen Grenze (Lage), dient eine neben der Landstraße abgestellte Tu-104 als Restaurant.